# Theodor Walter Elbertzhagen
Theodor Walter Elbertzhagen (* 9. Dezember 1888 in Pleschen; † 27. Juni 1967 in Neresheim) war ein deutscher Schriftsteller des 20. Jahrhunderts.

## Leben
Geboren in Pleschen (Posen) besuchte der Sohn eines Landrats die Realgymnasien in Berlin und Kaiserslautern. Er lebte in Berlin, Überlingen und später Fachsenfeld (Aalen).
Elbertzhagen schrieb Dramen, Romane, Novellen und Hörspiele. Neben seiner schriftstellerischen Tätigkeit übte er auch den Beruf des Bankbeamten aus.
Er war mit Anna Maria, geb. Schiele verheiratet und hatte zwei Töchter. Als Vetter der Politikerin Erika Buchmann erreichte Elbertzhagen 1940 durch eine persönliche Vorsprache bei Himmler ihre Entlassung aus dem Konzentrationslager.

## Werke
- Elias. Ein Schauspiel in 3 Akten. Birnbach Verlag, Berlin-Tempelhof 1916.
- Der Pflummern. Historischer Roman. Buchdruckerei Aug. Feyel, Überlingen am Bodensee 1924.
- Der Rosenkranz, Margot-Maria. 2 Novellen. G. Eberdeck, Berlin-Tempelhof 1926.
- Theodor Walter Elbertzhagen (Hrsg.): Briefe über Reinhold Conrad Muschler. Grunow Verlag, Leipzig 1929.
- Theodor Trinast. Roman. Grunow Verlag, Leipzig 1930.
- Amfortas. Ein Bayreuther Sängerroman. (Über Theodor Reichmann). Westermann, Braunschweig 1932.[2]
- Die Neunte. Eine Beethoven-Legende. Westermann, Braunschweig 1933.
- Die groß Kraft. Roman. Westermann, 1934.
- Der wehrhafte Ratsherr Pflummern. Historischer Roman. Westermann, Braunschweig 1934.
- Der Rattenfänger von Hameln. Die alte Sage im neuen Gewand. Mit Bildern von Adolf Otto. Westermann, 1934.
- Sein graues Buch. Roman. C.F. Müller Verlag, Karlsruhe 1935.
- Der Jörg von Altenburg. Roman. Geibel, Altenburg 1935.
- Barbarossa und sein Waffenschmied. Festspiel. Geibel, Altenburg 1935.
- Philotas. Ein Schauspiel in einem Vorspiel und fünf Akten. 1941.
- Die Brückensymphonie. Roman. Limpert Verlag, Berlin 1941.
- Vespasians. Ein Schauspiel in fünf Akten. 1942.
- Der Pfeifenlöter. Roman. Limpert Verlag, Berlin 1943.
- Göttliche Stunden. Ein musikalischer Novellenkranz. Vier-Falken-Verlag, Düsseldorf 1947.
- Tränen wurden Klang. Vom Werden des Kindes Beethoven. Vier-Falken-Verlag, Düsseldorf 1949.
- Tu', wozu dein Herz dich treibt. Legende und Gleichnis. Dikreiter Verlag, 1950.
- Wunder, o Wunder! Vom Werden des Kindes Beethoven. E. Schmidt Verlag, 1954.